# Uredo anthistiriae-tremulae
Uredo anthistiriae-tremulae ist eine Ständerpilzart aus der Ordnung der Rostpilze (Pucciniales). Der Pilz ist ein Endoparasit der Süßgräser Themeda tremula und Themeda triandra. Symptome des Befalls durch die Art sind Rostflecken und Pusteln auf den Blattoberflächen der Wirtspflanzen. Da bislang nur ihre Nebenfruchtform bekannt ist, wird sie in die Formgattung Uredo eingeordnet. Möglicherweise gehört sie in die Teleomorphengattung Phakposora.

## Merkmale

### Makroskopische Merkmale
Uredo anthistiriae-tremulae ist mit bloßem Auge nur anhand der auf der Oberfläche des Wirtes hervortretenden Sporenlager zu erkennen. Sie wachsen in Nestern, die als gelbliche bis braune Flecken und Pusteln auf den Blattoberflächen erscheinen.

### Mikroskopische Merkmale
Das Myzel von Uredo anthistiriae-tremulae wächst wie bei allen Uredo-Arten interzellulär und bildet Saugfäden, die in das Speichergewebe des Wirtes wachsen. Die Spermogonien und Aecien der Art sind nicht bekannt. Die unterseitig auf den Wirtsblättern wachsenden Uredien des Pilzes sind bräunlich und besitzen gelbliche Paraphysen. Ihre Uredosporen sind 20–26 × 17–21 µm groß, meist eiförmig bis ellipsoid und stachelwarzig. Die Telien der Art sind unbekannt.

## Verbreitung
Das bekannte Verbreitungsgebiet von Uredo anthistiriae-tremulae umfasst Sri Lanka und Malawi sowie Uganda.

## Ökologie
Die Wirtspflanzen von Uredo anthistiriae-tremulae sind Themeda tremula un Themeda triandra. Der Pilz ernährt sich von den im Speichergewebe der Pflanzen vorhandenen Nährstoffen, seine Sporenlager brechen später durch die Blattoberfläche und setzen Sporen frei. Die Art durchläuft einen vermutlich makrozyklischen Entwicklungszyklus mit Spermogonien, Aecien, Uredien und Telien. Ob sie einen Wirtswechsel durchmacht, lässt sich mangels Aecien und Spermogonien nicht feststellen.